# Proterospastis scotangela
Proterospastis scotangela är en fjärilsart som beskrevs av Edward Meyrick 1919. Proterospastis scotangela ingår i släktet Proterospastis och familjen äkta malar. Inga underarter finns listade i Catalogue of Life.